# Amparo do Serra
Amparo do Serra é um município brasileiro localizado no estado de Minas Gerais. Sua população recenseada em 2022 era de 4 541 habitantes.

## História
Em 19 de junho de 1872, a lei provincial nº 1.904 criou o distrito de Amparo da Serra, subordinado ao município de Ponte Nova.
Noventa anos depois, a lei estadual nº 2.764, de 30 de dezembro de 1962, eleva o distrito à condição de município, desmembrando-o de Ponte Nova e alterando seu nome para Amparo do Serra, ratificada pelo ofício nº 2532, de 30 de setembro de 1980.

## Demografia
| 1991 | 6 232 |       |
| 1996 | 5 444 | 12,6% |
| 2000 | 5 477 | 0,6%  |
| 2007 | 5 245 | 4,2%  |
| 2010 | 5 053 | 3,7%  |

Segundo dados do Censo 2010 , a população do município é de 5.053 hab, sendo 2.642 hab. na zona urbana (52%) e 2.411 hab. na zona rural  (48%).